# Joseph Trân Xuân Tiéu

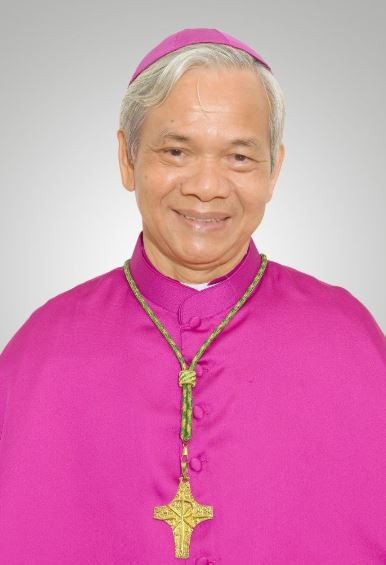
Bischof Joseph Trân Xuân Tiéu (2019)

Joseph Trân Xuân Tiéu (vietnamesisch: Giuse Trần Xuân Tiếu; * 20. August 1945 in Phước Dinh; † 7. Januar 2025 in Long Xuyên) war ein vietnamesischer Geistlicher und römisch-katholischer Bischof von Long Xuyên.

## Leben

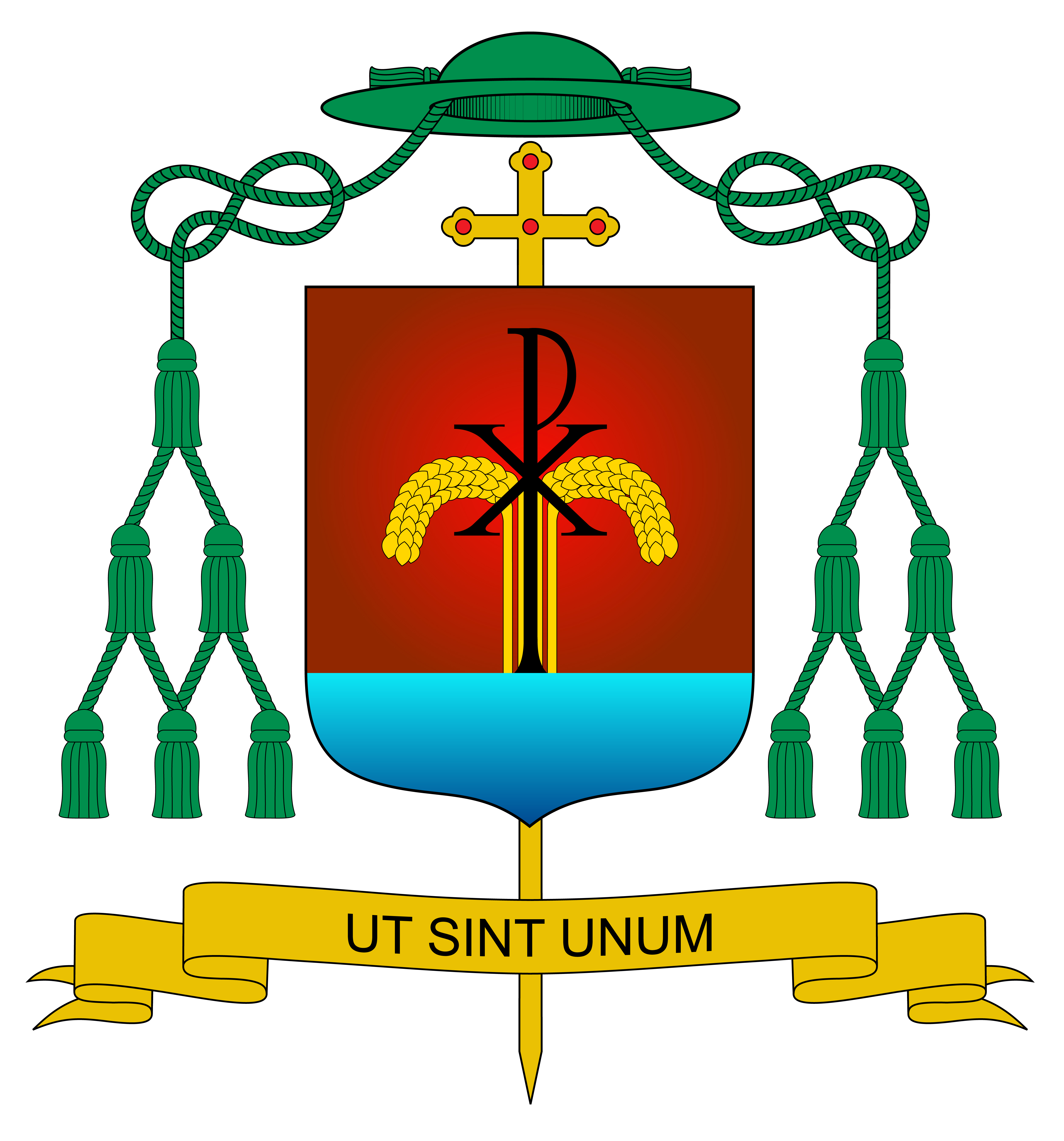
Bischofswappen

Joseph Trân Xuân Tiéu empfing am 10. August 1974 die Priesterweihe.
Papst Johannes Paul II. ernannte ihn am 3. Juni 1999 zum Koadjutorbischof von Long Xuyên. Die Bischofsweihe spendete ihm der Bischof von Long Xuyên, Jean-Baptiste Bui Tuân, am 29. Juni desselben Jahres; Mitkonsekratoren waren Emmanuel Lê Phong Thuân, Bischof von Cần Thơ, und François Xavier Nguyên Van Sang, Bischof von Thái Bình.
Mit der Emeritierung Jean-Baptiste Bui Tuâns am 2. Oktober 2003 folgte er ihm als Bischof von Long Xuyên nach.
Papst Franziskus nahm am 23. Februar 2019 seinen vorzeitigen Rücktritt an.